# Maria Celeste (zespół muzyczny)
Maria Celeste – polska grupa muzyczna wykonująca muzykę alternatywną.

## Historia
Zespół powstał w 1998 roku w Rzeszowie, a od 2003 roku funkcjonuje w Krakowie. Z uwagi na specyficzne podejście do formy muzycznej i tekstowej, zespół najczęściej gra na wernisażach i w galeriach. Są laureatami Dachowania 2006 – ogólnopolskiego przeglądu organizowanego przez Gazetę Wyborczą i klubu Alchemia w Krakowie. W 2007 roku brali udział w Nocy Muzeów w Zachęcie, a w 2009 zagrali we wrocławskim BWA. W tym samym roku, dzięki konkursowi wortalu MiastoMuzyki.pl (obecnie RMFon.pl), zagrali na jednej ze scen Off Festivalu, a w 2010 byli finalistami I Edycji Wykrywacza Dźwięku – Bemowskiego Festiwalu Nowych Brzmień. Część członków to absolwenci krakowskiej ASP, stąd też nietypowe rozwiązania w warstwie muzycznej. W twórczości zespołu wykorzystane zostały wiersze Andrzeja Bursy – "Miłosć" i Dariusza Bojdy – "Czy wiesz że". Na wydanej w 2010 roku płycie "Tam chodziliśmy na kremówki" gościnnie wzięli udział Tomasz Nowak – trębacz jazzowy, znany między innymi ze współpracy z Nigelem Kennedym i Jarosławem Śmietaną, oraz Grzegorz Stojek – gitarzysta rzeszowskich formacji 004 i Aguri Montatori.

## Muzycy
| - Michał Ziomek – gitara basowa, teksty (1998–) - Paweł Babula – gitara, teksty (1998–) - Błażej Żakowski – perkusja (1999–) - Sebastian Ślęczka – instrumenty klawiszowe, śpiew, teksty (2000–) | - Wiktor Sowa – perkusja (1998–1999) - Jerzy Sierżęga – instrumenty klawiszowe (1998–2000) - Mirosław Mamczur – saksofon (2001–2002) - Bartosz Mucha – śpiew, teksty (2000–2011) |

## Dyskografia
- The Mo (1998) wyd. Boofish Records
- Inwit (2004) wyd. własne
- Tam chodziliśmy na kremówki (2010) wyd. Jajo Records

## Teledyski
- Kręcony (2010, reżyseria: Bartosz Mucha)
- Głowa (2010, reżyseria: Jacek Paździor)